# 조관우
조관우(한국 한자: 趙寬友, 본명: 조광호, 1965년 8월 29일 음력 8월 3일 ~ )는 대한민국의 가수, 배우다. 

## 학력
- 서울교동초등학교 졸업(1978년)
- 중동중학교 졸업(1981년)
- 서울국악예술고등학교 졸업(1984년)
- 캘리포니아 주립대학교 시스템

## 성장 과정 및 연예 활동

### 성장 과정
1965년 판소리 명창이었던 조통달(趙通達)의 아들로 태어났다. 조관우의 가문은 대대로 국악을 해 온 집안으로써, 아버지 조통달 이외에도, 조관우의 이모할머니이자 최초의 국가무형문화재 판소리 예능보유자 중 한 명인 박초월(朴初月) 또한 그 가계의 유명한 국악인이다.
아버지인 조통달은 자신의 아들이 국악을 하는 것을 원하지 않아 조관우가 국악기에 손을 대면 매우 화를 냈다고 한다. 유달리 엄한 아버지의 교육방식과 어머니에 대한 그리움 때문에 초등학교 3학년 때와 중학교 때 가출을 감행한 적이 있었고, 1969년 5살 당시 부모님 이혼 후에 할머니 손에 키워져 할머니가 어린 조관우를 데리고 연탄불을 피워서 몇 번이나 죽으려고 했다는 사실을 고백하기도 했다.
국악예술고등학교에서 가야금을 전공하였고, 조관우라는 예명으로 가수를 데뷔하기 전이던 1992년에 본명 조광호로써 《조광호 1집》을 낸 전력이 있다.

### 가수 활동
1994년 1집 앨범 《My First Story》가 130만 장의 판매 기록을 올리며 가요계에 성공적으로 데뷔했다. 당시로서는 남성이 내는 고음의 가성이 매우 파격적이었기 때문에 데뷔하자마자 명성과 비난을 동시에 얻었다. 특히 1집 타이틀곡 〈늪〉은 유부녀를 짝사랑하는 내용의 가사로 일부 종교계의 지탄을 받기도 했다. 앨범 재킷에 얼굴을 가린 사진을 싣고 방송 출연을 자제했기 때문에 '얼굴 없는 가수'로 불리기도 했다.
이듬해인 1995년 발매한 리메이크 앨범 2집 《Memory》는 300만 장이 팔리며 조관우의 가장 성공한 음반으로 남았다. 이 앨범으로 인해 조관우는 리메이크의 대명사로 여겨지게 됐다. 이 앨범은 대중음악평론가들에 의해 90년대를 대표하는 50대 명반의 하나로 선정되기도 했다. 여기에 수록된 〈꽃밭에서〉는 정훈희의 곡을 리메이크한 것으로 〈늪〉과 함께 조관우의 대표곡으로 꼽힌다.
하지만 1, 2집이 연속으로 성공했음에도 불구하고 제작자와의 불리한 계약으로 인해 조관우 본인은 극심한 생활고에 시달렸으며 이런 상황은 1996년 3집 《My 3rd Story About》을 발매하고 소속사를 옮긴 후에야 개선될 수 있었다. 타이틀 곡 〈영원〉을 앞세운 3집은 130만 장의 판매고를 올렸고 조관우는 이 때부터 전국 투어 콘서트 연속 매진 기록을 세우기도 했다.
그러나 조관우는 4집 《Waiting》부터 깊은 슬럼프를 겪게 됐다. 독특한 음악 색채와 대중에 노출되길 꺼리는 활동 방식으로 인해 각종 악성 루머에 시달렸고 결별한 전 소속사와의 갈등도 깊어졌다. 안 좋은 상황에도 불구하고 조관우의 4집은 스테디 셀러로 자리잡아 100만장을 돌파했지만 5집은 타이틀 곡 '실락원'의 가사가 자살을 미화한다며 방송 불가 판정을 받아 판매고에 악영향을 미쳤다.
슬럼프를 벗어나기 위해 초심으로 돌아가 만들었다는 6집 《연》은 비교적 호평을 받았고 심마니에서 네티즌 음반펀드 형식으로 투자자를 공모해 화제가 됐다. 이 앨범의 타이틀곡 〈사랑했으므로〉에서는 조관우 고음의 극치를 맛볼 수 있다.
2002년 두 번째 리메이크 앨범 7집 《My Memories II》을 내놓은 조관우는 이 때부터 팝페라라는 새로운 장르로 지평을 넓히며 클래식 음악가들로부터도 좋은 평가를 받았다.
8집 《Impression》과 EP 앨범 《가을의 기적》, 《소나기》, 《화애》, 《Maybe U》 등으로 꾸준히 음악 활동을 이어갔고, 일본에 팬클럽이 생긴 것을 계기로 2007년과 2009년 성황리에 일본에서의 팬미팅과 단독 공연을 마쳤다.
9집 《다시 시작》은 2018년 3월 17일 발매되었다. 리메이크가 아닌 곡으로 구성되었으며, 총 16곡이 수록되었다. 타이틀곡은 《바보》로, 뮤직비디오도 만들어졌다.

### 배우 활동
2011년 JTBC 시트콤 《청담동 살아요》에 출연하였고, 2015년 영화 《조선명탐정: 사라진 놉의 딸》에 조악사라는 악역으로 출연하여 코믹 연기로서 존재감을 발휘했다. 그러나 조관우는 KBS 해피FM 《이무송, 임수민의 희망가요》에 출연하여 "가야금만 치면 되는 줄 알았는데 악역으로 나오게 될 줄 몰랐고, 감독한테 사기 당했다"라며 영화 《조선명탐정: 사라진 놉의 딸》에 출연한 경험담을 밝혔다.

## 수상
- 1996년 12월 한국영상음악협회 골든디스크 부문 본상 수상
- 1996년 KMTV 가요대전 인기가수상 수상

## 음반

### 정규 음반
- 1994년 9월 15일 1집 《My First Story》
- 1995년 10월 12일 2집《Memory》
- 1996년 12월 12일 3집《My 3rd Story About…》
- 1997년 11월 20일 4집《Waiting》
- 1999년 12월 2일 5집《실락원》
- 2001년 6집《연》,《One+One》
- 2002년 7집《My Memories II》
- 2003년 8집《Impression》
- 2018년 9집《다시 시작 Begin Again》

### EP
- 2005년 EP앨범《가을의 기적》
- 2008년 EP앨범《소나기》
- 2014년 EP앨범《Friday night》
- 2019년 EP앨범《평양에게》

### 싱글
- 2008년 디지털싱글《날 버려요》
- 2013년 디지털싱글《화애(火愛》
- 2014년 디지털싱글《Maybe U》
- 2014년 디지털싱글《All For You》
- 2014년 디지털싱글《풍등》
- 2015년 디지털싱글《불꽃》
- 2016년 디지털싱글《겨울이야기 Part 2》
- 2017년 디지털싱글《Pray For you》
- 2021년 디지털싱글《엄마의노래》
- 2021년 디지털싱글《비가오려나》

### 베스트 및 라이브 음반
- 1997년 콘서트 라이브 앨범 Part 1, Part 2
- 2000년 베스트 라이브 앨범《파리넬리》
- 2006년 베스트 앨범

### OST
- 2001년 영화 《클럽 버터플라이》 《노을, 푸른 나비》
- 2001년 영화 《베사메무쵸》 《비원》
- 2001년 KBS 드라마 《명성황후》 《나 가거든》, 《슬픈 얘기》
- 2001년 MBC 드라마 《그 여자네 집》 《진정 난 몰랐네》
- 2003년 KBS 드라마 《노란손수건》 《미로》
- 2003년 MBC 드라마 《다모》 《마지막 안식처》
- 2004년 KBS 드라마 《두 번째 프러포즈》 《이별의 끝은 어디인가요》
- 2005년 SBS 드라마 《마이걸》 《상어를 사랑한 인어》
- 2007년 SBS 드라마 《마녀유희》 《Day by day》
- 2007년 SBS 드라마 《왕과 나》 《천년애》
- 2008년 영화 《숙명》 《반쪽사랑》
- 2008년 tvN 드라마 《쩐의 전쟁 The Original》 《불나비》
- 2008년 KBS 드라마 《아내와 여자》 《가슴은 알죠》
- 2009년 KBS 드라마 《부부클리닉 사랑과 전쟁》 《이별의 정원》
- 2009년 SBS 드라마 《두 아내》 《미안해요》
- 2010년 SBS 드라마 《제중원》 《가려진 아픔》
- 2014년 KBS 드라마 《뻐꾸기둥지》 《독약》 《상실》
- 2016년 SBS 드라마 《사랑이 오네요》 《불꽃》

## 출연 작품

### 방송
- 2011년 MBC 《우리들의 일밤 - 나는 가수다》
- 2011년 JTBC 《청담동 살아요》
- 2013년 MBN 《아내가 사라졌다》
- 2014년 JTBC 《유자식 상팔자》
- 2016년 MBC 《미스터리 음악쇼 복면가왕》 - 인생 모 아니면 도
- 2017년 JTBC 《김제동의 톡투유 - 걱정 말아요! 그대》
- 2021년 KBS2 《TV는 사랑을 싣고》

### 영화
- 《조선명탐정: 사라진 놉의 딸》 (2015년) - 조악사 역
- 《그것만이 내 세상》 (2018년) - 문성기 역
- 《베테랑 2》 (2024년) - 치훈 아빠 역 (특별출연)
- 《세하별》 (2025년) - 태원 역

### 드라마
- 《To. Jenny》 (2018년, KBS2) - 대표이사 역
- 《어사와 조이》 (2021년, tvN) - 왕 역